# Snaiths sats
Inom matematiken är Snaiths sats, introducerad av Victor Snaith, ett resultat som identifierar komplexa K-teorispektret med lokaliseringen av suspensionsspektret av {\displaystyle \mathbb {C} P^{\infty }} bort från Bottelementet.